# كوكسفيل (ميسيساغا)
كوكسفيل (بالإنجليزية: Cooksville)‏ هو حي في مدينة ميسيساغا بمقاطعة أونتاريو في كندا.

## أعلام
- نيقولاي كوليكوفسكي
- دوغلاس كينيدي